# Тукан амазонійський
Тукан амазонійський (Aulacorhynchus derbianus) — вид дятлоподібних птахів родини туканових (Ramphastidae).

## Поширення
Вид поширений на східних схилах Анд від південного заходу Колумбії до центральної частини Болівії. Живе у гірських тропічних лісах на висотах 600—2400 м над рівнем моря.

## Опис
Тукан амазонійський має довжину від 33 до 41 см. Його дзьоб сягає близько 7,5 см завдовжки. Оперення зелено-трав'янисте, з блакитними відтінками над та поза очима та з боків грудей; підборіддя і горло сірувато-білі. У хвості кінчики коричневі. Дзьоб чорний з темно-червоними відтінками і невеликими білими лініями. Ноги чорні.

## Спосіб життя
Харчується плодами і насінням. Також споживає комах, інших безхребетних і деяких дрібних хребетних.

## Підвиди
Таксон включає два підвиди:
- Aulacorhynchus derbianus derbianus (Gould, 1835) — південний схід Перу та північний схід Болівії
- Aulacorhynchus derbianus nigrirostris (Traylor, 1951) - південний схід Колумбії, схід Еквадору та на північному сході Перу